# Oddział chorych na raka
Oddział chorych na raka (ros. Раковый корпус, Rakowyj korpus) – powieść rosyjskiego pisarza Aleksandra Sołżenicyna, wydana w roku 1968.
Oddział chorych na raka, w ZSRR zakazany, został opublikowany na Zachodzie w 1968 roku. Sportretowany przez Sołżenicyna szpital jest alegorią totalitarnego państwa. Oleg Kostogłotow, a także inni bohaterowie walczący o życie z nowotworem, przekonują się jak bezduszna i obojętna jest ta instytucja powołana do ratowania życia. W obliczu śmierci rozmyślają oni nad sensem egzystencji, samotnością, naturą świata. Akcja toczy się w roku 1955.
Kanwą powieści stały się doświadczenia autora, który w 1953 roku po ośmioletnim pobycie w łagrze z wyrokiem dożywotniego zesłania wychodzi na wolność. Jeszcze w obozie przechodzi operację nowotworu. Dwa lata później następuje nawrót choroby i wycieńczony pisarz trafia do szpitala. Spodziewa się śmierci, jednak choroba ustępuje.